# Wilhelm-Löhe-Schule
Die Wilhelm-Löhe-Schule ist eine  staatlich anerkannte private kooperative Gesamtschule unter evangelischer Trägerschaft im Nürnberger Ortsteil Himpfelshof.

## Geschichte

### Gründung

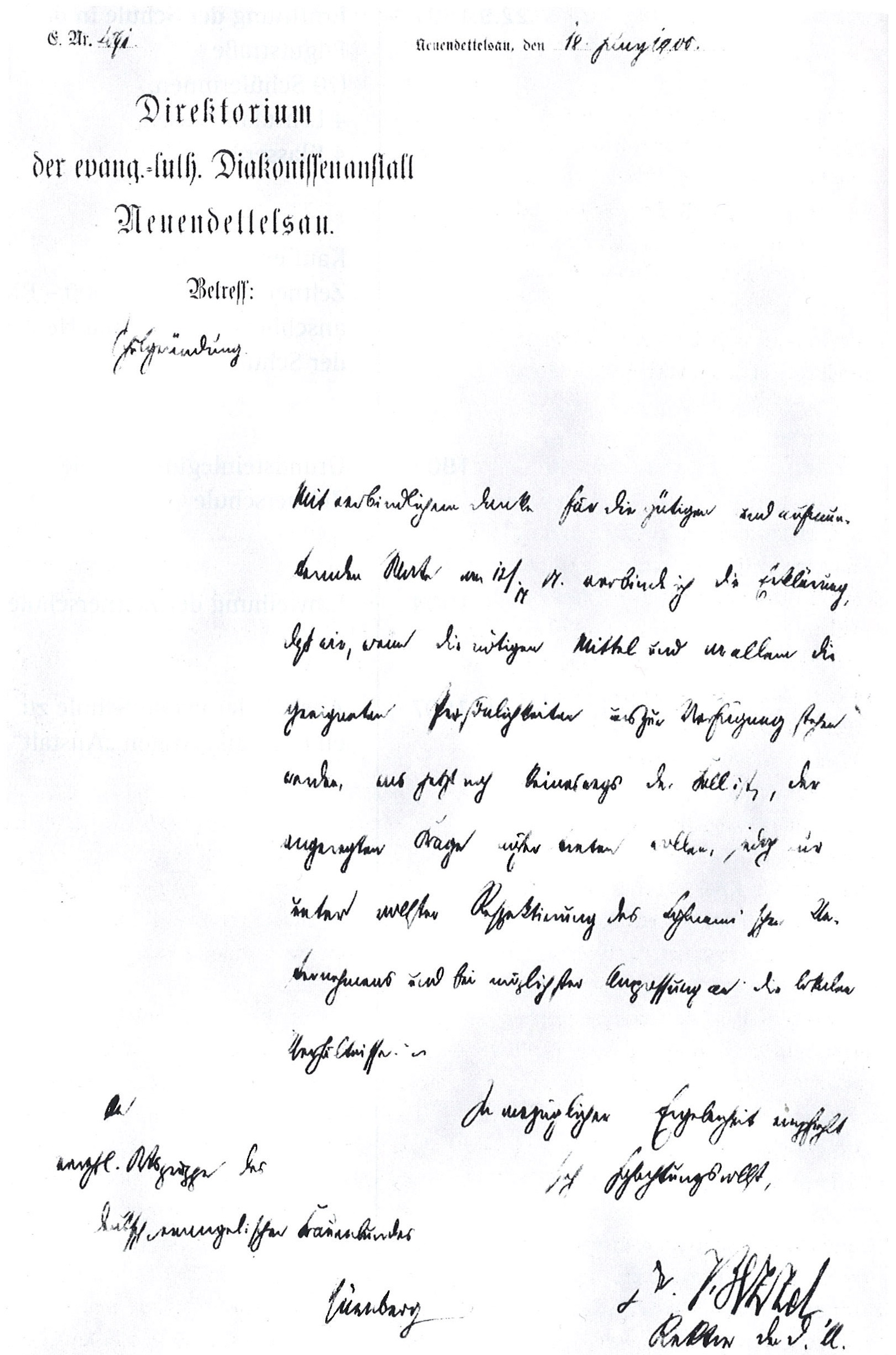
Brief von Hermann Bezzel zur Gründung der Schule

Die Wilhelm-Löhe-Schule wurde am 16. September 1901 durch die Diakonissenanstalt Neuendettelsau als „evangelische Schule für Mädchen“ gegründet und eröffnet. Nur ein knappes Jahr zuvor wurde diese Eröffnung am 21. November 1900 durch einen Beschluss der Diakonissenanstalt Neuendettelsau festgelegt. Die Schule hatte ihren ersten Standort in Nürnberg in der Eilgutstraße. Eröffnet wurde die Schule mit 70 Schülerinnen, vier Lehrdiakonissen und vier Klassen. Bereits 1902 kaufte die Wilhelm-Löhe-Schule eine Villa in der Zeltnerstraße für 400.000 RM (etwa 3.290.000 Euro). 1903 erfolgte dann bereits die Grundsteinlegung für ein neues Schulgebäude in der Zeltnerstraße, das 1904 eingeweiht wurde.

### Die Schule und deren Wandel bis 1932
Als die Wilhelm-Löhe-Schule 1901 ihre Tore öffnete, war das wichtigste Ziel, den evangelischen Mädchen in Nürnberg eine sittliche Erziehung und geistige Ausbildung auf Grund des evangelischen Bekenntnisses zu ermöglichen. Die Wilhelm-Löhe-Schule wurde eine Schule zur Allgemeinbildung evangelischer Töchter, denn eine so ausgerichtete Schule gab es nicht. Das Schulgeld betrug bei der Eröffnung in den ersten drei Jahren 60 Mark (etwa 500 Euro) pro Jahr, und für das vierte Jahr wurden nochmals 80 Mark (etwa 670 Euro) berechnet. Die Schule war schon zu ihrer Gründungszeit darauf bedacht, dass sämtliche Fächer einer höheren Töchterschule unterrichtet wurden.
Bereits am 11. Juni 1903 hatte die Schule 137 Schülerinnen, die von zwei Geistlichen, einem Lehrer, sechs Diakonissen und drei Lehrerinnen unterrichtet wurden. In den folgenden Jahren wurde die Schule bis 1907 zu einer zehnklassigen „Anstalt“ ausgebaut. 1912 erhielt man die Anerkennung der Mädchenschule als „höhere weibliche Unterrichtsanstalt nach dem Lehrplan von 1911“ und auch die Genehmigung einer zweiklassigen Frauenschule. Die Zeit des Ersten Weltkrieges von 1914 bis 1918 wurde gut überstanden und nur durch einen Schulleiterinnenwechsel leicht beeinträchtigt. Unter dieser Schulleiterin wuchs die Schülerzahl so weit an, dass man sich über neue Räume Gedanken machen musste. 1917 besuchten 393 Schülerinnen die Höhere Mädchenschule, 195 die Vorschule und 20 die Frauenschule. 1921 mussten Klassen aus Platzmangel in die CVJM-Räume am Sterntor ausquartiert werden. Darauf wurden in der Veilhofstraße Räume mit einem zehnjährigen Mietvertrag angemietet. In den Monaten der Hyperinflation des Jahres 1923 betrug das Schulgeld im September 1 Million Reichsmark. Ab Oktober 1923 wurde das Schulgeld wöchentlich erhoben. Zum 25-jährigen Bestehen am 16. September 1926 wurde eine Gedenkschrift verfasst. Da die Schule im Jahr 1927 851 Schülerinnen mit 44 Lehrkräften (davon waren fünf Geistliche und neun Diakonissen) unterrichtete, wurde in den Jahren 1927 und 1928 in das Gebäude an der Zeltnerstraße eine Aula eingebaut. Die Einweihung erfolgte 1928. Da die Schülerinennanzahl weiter anwuchs, wurde ein Grundstück in der Rollnerstraße gekauft. 1930 wurde an der Schule die erste männliche Lehrkraft beschäftigt. Auch erwarb die Schule in diesem Jahr ein eigenes Schullandheim in Mostviel in der Fränkischen Schweiz. 1931 erfolgte die Grundsteinlegung zu einem neuen Schulgebäude in der Rollnerstraße. Das Gebäude wurde am 20. Februar 1932 unter dem Namen Wilhelm-Löhe-Schule eröffnet, und alle Schülerinnen der Veilhofstraße zogen in die Rollnerstraße um. Die Schule hatte zu diesem Zeitpunkt 1400 Schülerinnen und 75 Lehrkräfte.

### Die Schule in der Zeit des Nationalsozialismus
Mit der Machtergreifung der Nationalsozialisten und der darauf folgenden „Gleichschaltung“ wurde das stetige Wachstum der Wilhelm-Löhe-Schule unterbrochen. Dies geschah aber nicht plötzlich, sondern in kleinen Schritten. So merkte man zum Beispiel sehr rasch, dass das Mädchenschulwesen durch Aussagen Hitlers, wie „das Ziel der weiblichen Erziehung hat unverrückbar die kommende Mutter zu sein“, wieder zurückgestuft wurde. Das Gesetz gegen die Überfüllung deutscher Schulen und Hochschulen beschränkte den Zugang für Abiturientinnen. 1934 ordnete die Behörde eine Sonderprüfung für den laufenden Abiturientinnenjahrgang an und stellte für 24 Absolventen nur acht Hochschulplätze zur Verfügung.
Ab diesem Zeitpunkt unterblieben für einige Zeit weitere konkrete Eingriffe in den Schulbetrieb. Allerdings betrieben die Nationalsozialisten über bürokratische und finanzielle Hürden ein Zurückdrängen des konfessionellen Privatschulwesens. Vier Punkte sind hierbei hervorzuheben:
1. Einstellung sämtlicher staatlicher Zuschüsse für Diakonissen und Lehrkräfte ab 1936.
2. Der Reichsinnenministererlass vom 9. September 1937 aus dem Reichsministerialamtsblatt – II S B 6850/4182 –, in dem unter anderem steht „Es verträgt sich nicht mit den Pflichten eines Beamten des Nationalsozialistischen Staates, wenn er seine Kinder ohne zwingende Gründe einer privaten Schule zuführt.“[7] Ob ein Kind eines Beamten in eine private Schule gehen durfte, entschieden die Vorgesetzten.
3. Die ablehnende Einstellung des Staates gegen die Kirche und damit auch gegenüber deren Konfessionsschulen.
4. Die Weigerung des Staatsministerium, diese Schule als „erwünscht und notwendig“ anzusehen. Dies bedeutete, dass die Schule ihre Daseinsberechtigung verlor und in einem nationalsozialistischen Staat früher oder später zu einer Schließung gezwungen war.

Die Schule verlor in den folgenden Jahren rapide an Schülern und hatte im Schuljahr 1939/40 nur noch 200 Schülerinnen. Das endgültige Aus begann bereits 1938, als der Schulverein das Schulgebäude in der Zeltnerstraße an die Stadt Nürnberg verkaufte. Noch während der Schlussfeier am 12. April 1938 rückten Handwerker an, um das Gebäude in die Hände der Stadt Nürnberg überzuleiten. Der Schulverein versuchte mit einer Eingabe beim bayerischen Kultusministerium, sich auf den Schutz der kirchlichen Schule zu berufen. Dieser war im Staatsvertrag von 1924 vereinbart und für katholische Schulen auch im Reichskonkordat fortgeschrieben. Auf die Eingabe gab jedoch keinen positiven Bescheid.
Somit musste dann die Wilhelm-Löhe-Schule am 8. Februar 1940 die Tore in der Rollnerstraße schließen. Damit war die Schule zunächst erloschen.

### Wiedereröffnung und Neuaufbau
Die Stadt Nürnberg übernahm nach der Schließung das Gebäude in der Rollnerstraße und richtete dort eine öffentliche Schule ein. Bei einem Bombenangriff am 2. Januar 1945 wurde das Schulhaus genauso wie die ganze Innenstadt vernichtet. Nach der Kapitulation waren alle Schulen geschlossen worden. Die Jugendlichen waren somit ohne jeden Unterricht. Der damalige Kreisdekan Oberkirchenrat Schieder sorgte für kirchliche Unterweisung. Hier lag ihm auch daran, dass alle deutschkundlichen Fächer unterrichtet wurden. Dies war gleichzeitig der Ursprung der neuen Wilhelm-Löhe-Schule. Über den regulären Weg der Rückerstattung von widerrechtlich beschafftem Besitz der Nationalsozialisten wurde das Gebäude in der Rollnerstraße wieder an die Kirche übergeben. Konrad Linder, der in Breslau das Maria Magdalenum Gymnasium bis Januar 1945 geleitet hatte, übernahm die Leitung der Schule. Obwohl die Landeskirche kaum finanzielle Mittel zur Verfügung hatte, war es dem Stadtdekan wichtig, dass die Schule wieder eröffnet wurde. Die Jugend litt sehr unter den Folgen des Krieges. Hier waren es aber nicht nur die leiblichen Schäden, sondern vor allem die seelischen Folgen, die gemildert werden sollten. Der nationalsozialistische Staat hatte mit seinen Propagandareden die Worte Vaterland und Volk zerstört. Die staatlichen Lehrer hatten viel Glaubwürdigkeit verloren. Dadurch erklärt sich der Erfolg der kirchlichen Schule. Dies bezeugt unter anderem der schnelle Zuwachs an Schülerinnen in kurzer Zeit. Im Schuljahr 1947/48 hatte die Schule 342 im Schuljahr 1953/54 waren es 1544 Schülerinnen. Für den Beginn der Unterrichtszeit am Realgymnasium wurden sieben Räume notdürftig hergerichtet. Im Schuljahr 1948/49 investierte die Schule für die Einrichtung und Lehrmittel weit mehr als 30.000 DM (etwa 93.000 Euro). Dies war in diesen Jahren eine unwahrscheinlich hohe Summe. Dadurch konnten aber bis März 1949 zwölf Klassenräume instand gesetzt werden, sodass die Schule einen eigenen Physiksaal, einen Zeichensaal und einen Musiksaal als eigenständige Räume vorweisen konnte. Neben dem Inventar wurde aber auch schon an der Schulgemeinschaft und deren Verantwortungsbewusstsein gearbeitet. 1949 wurde deshalb zeitgleich zu den Renovierungen eine Schülermitverwaltung (SMV) eingerichtet. Diese übernahm dann die Organisation der Schulspeisung. Bei der Renovierung wurde von Anbeginn an auf eine hochmoderne Einrichtung Wert gelegt. So konnten die Räume verdunkelt werden oder es gab zum Beispiel ein Bildwerfergerät. Der Träger versuchte aber nicht nur gymnasial befähigte Mädchen zu fördern und diese mit den neuesten Gerätschaften zu unterrichten, sondern beschloss 1949, eine Mittelschule zu eröffnen. Die Elternschaft drängte darauf, dass die Schule möglichst zeitgleich eine Volksschule eröffnete, und da der Träger dies als logische Schlussfolgerung ansah, wurde bei der Regierung der Antrag auf Genehmigung gestellt. Nachdem hierfür die Genehmigung erteilt wurde, eröffnete im Herbst 1949 sowohl die Mittel- als auch die Volksschule. Die Mütter der jüngsten Kinder übernahmen in verschiedenen Bereichen Aufgaben, und so konnte durch die Mithilfe der Elternschaft eine Schulfamilie entstehen. Die Mütter waren aber nicht nur in den Pausen als Aufsicht auf dem Gelände, sondern brachten sich zum Beispiel bei Wanderungen als Aufsicht mit ein. Auch bei Klassenelternabenden, der Weihnachtsfeier oder dem Schuljahresabschlussfest wurde die Schulfamilie deutlich herausgestellt. Durch vielfältige Mithilfe der Elternschaft und des 1949 erstmals gewählten Elternbeirates konnte die Schule bis zum Abschlussjahr 1953 als renoviert gelten. Die Schule hatte für alle Fächer eigene Räume oder spezielle Fachräume. In den abschließenden Reifeprüfungen wurden durch den zuständigen Kommissar 1953 die besten Schülerinnen zu einer Begabtenförderung gemeldet und bekamen nach einer zusätzlichen Prüfung alle einen Studentenplatz an der Universität Erlangen.

### Die Weiterentwicklung in den folgenden Jahren
Die Schulleitung wollte keinen Stillstand, und so entstanden vielfältige Projekte, die weitreichende Folgen für die ganze Schule besaßen. So wurde zwar bereits im Schuljahr 1949 eine Schulbücherei eröffnet, diese war aber in erster Linie für Schülerinnen gedacht, die sich die teuren Schulbücher nicht leisten konnten. Durch eine stetige Weiterentwicklung konnte die Schulbücherei weiter ausgebaut werden, und im Jahre 1954 konnte man erstmals als Schülerin der Oberstufe englische Literatur entleihen. Die Bücherei umfasste 1956 bereits 15.000 Bände und wurde bis auf den heutigen Tag stetig gepflegt und aktualisiert. Auch ein Ausbau der selbigen wurde immer vorangetrieben, sodass die Schule im Jahr 2015 einen Bücherbestand von über 30.000 Büchern aufweisen kann, die allen Schülern zur Ausleihe zur Verfügung stehen. Die Bücher umfassen ein großes Spektrum. So können auch die Jüngsten mit Freude und Spannung langsam an das Lesen herangeführt werden.
Der Schulleitung war aber auch vollkommen klar und bewusst, dass allein Organe wie die Schülermitverwaltung, eine 1950 gegründete Schülerzeitung mit dem Namen Trichter oder ein Schüleraustausch nicht den alleinigen und dauerhaften Erfolg erbringen können. Die Schule brauchte und braucht auch heute noch Freunde. Darum wurde im Februar 1956 der bis heute bestehende Verein „Freunde der Wilhelm-Löhe-Schule e. V.“ gegründet, der eine nicht mehr wegzudenkende Hilfe und Unterstützung für die Schüler und die Schule bedeutet. Alle Eltern wurden und werden noch heute gebeten, diesem Verein beizutreten.
Die Wilhelm-Löhe-Schule erkannte aber auch sehr schnell, dass wieder Brücken zu anderen Ländern aufgebaut werden mussten, um es den Schülerinnen zu ermöglichen, fremde Völker zu verstehen. So entstand zum Beispiel eine Schulpartnerschaft mit der englischen Wallasey High School in Liverpool. Durch diese Partnerschaft konnte für die Sommerferien ein längerer Schüleraustausch organisiert werden. Während dieses Austausches wurde nicht nur das Sprachprofil gepflegt und verbessert, sondern die allgemeine Völkerverständigung an übergeordnete Stelle gesetzt.
Durch diese Aktivitäten und hoch qualifiziertes Personal baute die Schule ihren guten Ruf weiter aus, und die Schülerzahl der Wilhelm-Löhe-Schule wuchs weiterhin überdurchschnittlich.

### Von 1956 bis zur Gründung der Fachoberschule
Das Schuljahr 1956/57 begann ganz im Zeichen der anstehenden 25-jährigen Jubiläumsfeier der Namensgebung der Schule. An dieser Feier erwartete die Schule unter anderem Reden des Oberkirchenrats D. J. Schieder und des Regierungspräsidenten. Hans Schregle. Auch das Kultusministerium in Vertretung von Kunigunde Senniger überbrachte lobende Worte für die Schule. Die Schule war beim Jubiläum 1957 mit 1600 Schülerinnen die größte deutsche Privatschule der Bundesrepublik und galt beim zu erwartenden Privatschulgesetz für das Ministerium in mancher Hinsicht als Vorbild.
Im Schuljahr 1957/58 zog das städtische Mädchengymnasium Sigenagymnasium wieder aus dem Gebäude in der Zeltnerstraße aus. Somit hatte die Wilhelm-Löhe-Schule ab dem 1. August 1957 wieder zwei Gebäude und konnte daher den Schichtunterricht nach kurzer Zeit beenden. Allerdings entstanden durch den Bezug des Gebäudes in der Zeltnerstraße erhebliche Kosten, die die Kirche nicht mehr einfach stemmen konnte. Aus diesem Grunde lud der Vorsitzende der „Freunde der Wilhelm-Löhe-Schule“ am 20. Februar zu einer Versammlung in die Aula der Zeltnerstraße ein. Ernst Dietzfelbinger erläuterte anhand von konkreten Plänen, was alles gebaut und erneuert werden musste, und konnte unter den Freunden der Wilhelm-Löhe-Schule großzügige Unterstützung finden. So konnte zusammen mit den üblichen Fördermitteln erfolgreich gestartet werden. Bereits am 11. und 12. September 1959 wurde die Einweihung des wiederaufgebauten Gebäudes der Wilhelm-Löhe-Schule in der Zeltnerstraße gefeiert. Hauptredner an der feierlichen Eröffnung waren Regierungspräsident H. Burkhardt und der Oberbürgermeister Andreas Urschlechter. In beiden Gebäuden wurden zusammen mehr als 1600 Schülerinnen unterrichtet.
Da die Schülerzahl in den Räumlichkeiten nicht mehr untergebracht werden konnte, wurde in der Rollnerstraße ein 4. Stock für das vorhandene Gebäude geplant und umgesetzt. Dieser konnte nach rekordverdächtiger Bauzeit bereits am 16. Mai 1963 eingeweiht werden. Die Wilhelm-Löhe-Schule versuchte in dieser Zeit, zukunftsweisenden Unterricht zu integrieren, und begann im Schuljahr 1963/64 mit einem Unterricht in Kurzschrift und Maschinenschreiben. Die Schülerinnenzahl an Realgymnasium, Volksschule und Hauptschule betrug am 29. Februar 1964 1650 Schülerinnen, die in 55 Klassen unterrichtet wurden. 1965 wurde die Wilhelm-Löhe-Schule aus einem Realgymnasium mit Volksschule zu einer Schule mit Gymnasium, Real- und Volksschule. Dies begründete sich aus dem Hamburger Abkommen.
Im Schuljahr 1966/67 wollte die Schulleitung den erweiterten Anforderungen an die Jugend gerecht werden und erweiterte die Schullaufbahn der Mädchen in der Volksschule. So wurde die Volksschule von einem 8-jährigen Schulabschluss auf einen 9-jährigen angehoben. Die Schülerinnen sollten nicht mit maximal 14 Jahren ohne nötige Reife in ein Berufsleben entlassen werden. Die Schule hatte erkannt, dass die Anforderungen in einer veränderten Arbeitswelt höher waren und die Schule mit den herkömmlichen 8 Jahren Volksschulzeit diesen nicht gerecht werden konnte. Die Wilhelm-Löhe-Schule bemühte sich auch in den anderen Schularten um einen zukunftsweisenden Unterricht. So konnte mit dem damals führenden Schreibmaschinenhersteller Triumph eine Kooperation eingeführt werden. Das Triumphwerk stellte den Schülerinnen der Realschule einen Lehrsaal mit den modernsten elektrischen Schreibmaschinen und Diktiergeräten zur Verfügung. Die Schülerinnen, die diesen Unterricht an Nachmittagen als freiwilligen Zusatzunterricht besuchten, wurden so auf die moderne Bürowelt vorbereitet. Im Schuljahr 1969/70 wurde dann aufgrund der immer weiter wachsenden Schülerzahl, der steigenden Anforderungen, aber auch durch ein weitblickendes Denken begonnen, öffentlich über einen Neubau zu diskutieren. Zum einen wurde klar, dass man ohne ausreichende Sporthallen nicht mehr auskommen konnte. Ein Aufstocken der Gebäude war aber nicht mehr möglich und außerdem konnte man sich auf den Grundstücken nicht mehr ausweiten, um zum Beispiel einen Sportplatz zu bauen. Des Weiteren dachte man in der Wilhelm-Löhe-Schule konkret über Koedukation nach, was wiederum die Schülerzahl unweigerlich stark erhöhen würde. Somit wurde mit der Deutschherrnwiese, dem späteren Standort, zum ersten Mal ein Plan konkretisiert. Als im Schuljahr 1970/71 die Fachoberschule für Sozialwesen mit Genehmigung des Kultusministeriums ihren Dienst aufnahm, musste diese aus Platzmangel in Räumen der Stadtmission, dem Gemeindehaus St. Matthäus und in der Maxfeldgemeinde unterrichten. Die Fachoberschule hatte als Voraussetzung die mittlere Reife. Diese Schulart war die erste, die nicht nur auf Mädchen beschränkt war. Das erste Schuljahr begann mit 8 Damen und 7 Herren. Dem Schulträger war klar, dass eine Aneinanderbindung der Schularten, in verschiedenen Schulhäusern, keine Aussicht auf Erfolg haben konnte, und er erwarb deshalb im Jahr 1971 die Deutschherrnwiese in der Deutschherrnstraße.

### Die Erweiterung der Wilhelm-Löhe-Schule und die Gestaltung der kooperativen Gesamtschule
Die Wilhelm-Löhe-Schule und deren Elternschaft förderte in den Jahren vor 1972 Bestrebungen, zur stärkeren Aneinanderbindung und der leichter wechselseitigen Durchlässigkeit der Schularten. Dieses Bedürfnis erhielt durch die im Dezember 1972, für die Wilhelm-Löhe-Schule erteilte amtliche Genehmigung, in Form einer kooperativen Gesamtschule, einen rechtlichen Rahmen. Diese Genehmigung umfasste das Gymnasium, die Realschule, die Fachoberschule für Sozialwesen und die Hauptschule. Die Schule hatte zu diesem Zeitpunkt 1771 Schüler. Im gleichen Jahr wurde eine pädagogische Beratungsstelle für Schülerinnen unter der Leitung des Diplompsychologen Gerhard Kieffer geschaffen. Die Schule war sich bewusst, dass die wachsende Schülerzahl, die anstehende Koedukation und der erhoffte Neubau, neue Aufgaben mit sich bringen würden. So wurde bereits 1972 festgelegt, dass im Rahmen des Schulgebäudeneubaus ein Beratungszentrum hinzukommen muss. Hier arbeitete dann ein Team aus Beratungslehrern der Schularten, den Religionslehrkräften, der Schulärztin, dem Schulpsychologen und einer therapeutischen Sozialpädagogin mit passiven und aktiven Aufgaben. Die Schulleitung wollte hier ein deutliches Zeichen setzen, dass keine Schülerin oder deren Familie bei Problemen alleine gelassen würde. Im Jahr 1975 wurde der Öffentlichkeit dann ein erstes Modell der Architektengemeinschaft W. Litzow und E. Aydin vorgestellt. Der Entwurf sah unter anderem eine Mehrfachturnhalle und eine 100-Meter-Leichtathletikbahn vor. Das dreigeschossige Gebäude stellte einen Platz, auf mehr als 25.000 m², für alle Schularten unter einem Dach zur Verfügung. Die Baupläne wurden dann am 30. Juni 1975 beim Kultusministerium, dem Landeskirchenamt und der Stadt Nürnberg eingereicht. Aber nicht nur der Neubau war ein Hauptthema. Die Löhe-Schule führte im Schuljahr 74/75 die Kollegstufe ein. Diese wirbelte die komplette Struktur des Gymnasiums durcheinander. So wurde in der 11. Jahrgangsstufe eine Übergangsklasse eingeführt, die auf die 12. und 13. Klasse vorbereitete. Im gleichen Jahr wurde ein neues Tutorensystem an der Schule eingeführt. Unterstufenschüler oder Klassen wählen sich hierbei Oberstufenschüler als Tutoren. Die Tutoren versuchen den Unterstufenschülern zu helfen, mit schulischen, aber auch außerschulischen Schwierigkeiten fertig zu werden. Das Tutorensystem besteht an der Wilhelm-Löhe-Schule bis heute. Im Jahr 1976 feierte die Wilhelm-Löhe-Schule das 75-jährige Bestehen. Viele namhafte Gäste gaben sich die Ehre und im Grußwort des bayerischen Staatsministers für Unterricht und Kultus Hans Maier hatte dieser die Wilhelm-Löhe-Schule wegen ihrer verschiedenen Schularten als ein Bildungszentrum bezeichnet, das einen festen Platz unter den Bildungseinrichtungen Nürnbergs beanspruchen darf. Auch der Oberbürgermeister Andreas Urschlechter schrieb in einem Grußwort, dass die evangelischen Prinzipien, die die Löhe-Schule in allen Jahren gefördert hat, in der Bevölkerung Vertrauen aufgebaut hätten. Die Schule sei die größte Schule Nürnbergs ihrer Art. Bei allen Festlichkeiten wurde aber überall darauf gedrängt, dass der Neubau bald beginnen würde. Als der damalige Schulleiter im Schuljahr 1975/76 in den Ruhestand ging, übergab er seinem Nachfolger einen weit gereiften Plan für den Neubau. Da sich die Löhe-Schule als Familie sieht, regte der scheidende Direktor an, dass man einen Ehemaligenverein gründen sollte. Dieser wurde dann im Schuljahr 1976/77 von Ernst Dietzfelbinger mitbegründet. Dieser besteht bis in die heutige Zeit als Ehemaligenvereinigung. Die ehemaligen Lehrer und Mitarbeitenden treffen sich seitdem regelmäßig. Die Schule unterstützt diese Gruppe gerne, da die Schule von diesem Erfahrungsaustausch profitiert und das Familienzusammengehörigkeitsgefühl dadurch gestärkt wird. Zu Beginn des Schuljahres 1976 kam mit dem neuen Direktor auch die Zusage der Landessynode für den Zuschuss zum Neubau. Im Schuljahr 1977/78 begann die SMV (Schülermitverwaltung) der Löhe-Schule mit einem Programm, das bis heute aktiv ist. Schüler geben anderen Schülern Förderunterricht. Somit können Defizite von Schülern seitens anderer Schüler abgebaut werden. Im Schuljahr 1978/79 konnte dann am 27. Oktober 1978 mit der Grundsteinlegung auf der Deutschherrnwiese der Neubau begonnen werden. Allerdings waren die finanziellen Mittel sehr angespannt und so riefen die Freunde der Wilhelm-Löhe-Schule zu einer großen Spendenaktion auf. Für Spender, die mehr als 100 DM spendeten, wurde ein eigener Löhetaler entworfen. Diesen gab es dann in Bronze, Silber oder Gold. Die Spendenaktion wurde über mehrere Jahre aufrechterhalten und erbrachte zum Beispiel im ersten Jahr über 80.000 DM Unterstützung. Am 26. Oktober 1979 wurde Richtfest gefeiert. Die Schule war somit nach nur einem Jahr kurz vor der Fertigstellung. Die Schüler konnten das neue Schulgebäude bereits zum Schuljahresbeginn am 16. September 1980 nutzen. Die Einweihungsfeier der kooperativen Gesamtschule erfolgte dann am 17. Oktober 1980 unter den von dem Direktor Fleischmann definierten Leitlinien. Diese waren im Jahresbericht 1977/78 abgedruckt. Hier wurde erläutert, was die kooperative Gesamtschule ausmacht. Der Direktor Fleischmann schrieb unter anderem: „Eine sorgfältige Schullaufbahnberatung hilft Eltern und Schülern, überall dort, wo die Durchlässigkeit zwischen den Teilschulen möglich ist, wird diese genutzt, […] wesentlich dabei ist die enge Zusammenarbeit der Lehrer. Das Bewusstsein des Kollegiums, an einer Schule mit allerdings verschiedenen Ausbildungsmöglichkeiten zu unterrichten, ist ein grundlegendes Gesamtschulelement. Ohne die Lehrerpersönlichkeit, die sich für das Gesamtschulprinzip pädagogisch engagiert, ist die Entwicklung einer Gesamtschule nicht denkbar.“ Aber auch die gemeinsame geistige Grundlage stellte er in den Vordergrund, die durch die Orientierung am Evangelium für die Löhe-Schule gelte.

### 1980 bis 2000
Mit dem Umzug in das neue Schulgebäude öffnete sich die Wilhelm-Löhe-Schule 1980 für Jungen und begann so die Koedukation. Bereits im Jahre 1984 richtete die Schule die ersten Computerräume ein und begann mit Unterricht an und mit moderner Technik. Zu Beginn des Schuljahres 1989 begann die Schule mit einem Nachmittagsbetreuungsprogramm für die 5. Jahrgangsstufen. Seit dem Jahr 1989 hat die Wilhelm-Löhe-Schule einen Schultheologen, der auch als Schulleitungsmitglied fungiert. Vom Jahr 1985 bis 1989 nahm die Wilhelm-Löhe-Schule an einem Projekt des Comenius-Instituts in Münster teil. Hierbei wurde die Fragestellung erörtert, ob und in welchem Umfang religiöse Aspekte auch im Fachunterricht mit einbezogen werden können. An dieser Untersuchung nahmen vier Versuchsschulen teil. Die Ergebnisse wurden dann in dem Buch „Unterrichtserneuerung mit Wagenschein und Comenius – Versuche evangelischer Schulen 1985 bis 1989“ dargestellt. Hier wurden die Schule und die an ihr durchgeführten Unterrichtsprojekte dokumentiert. Am 21. April 1993 wurde von 14 Gründungsmitgliedern der Schulsportverein Wilhelm-Löhe-Schulsport-Gemeinschaft (WLSG) e. V. gegründet. Der Verein hat eine Mitgliedschaft beim BLSV (Bayrischer Landessportverband). Dieser Verein bietet Schülern, Eltern und Lehrern gleichermaßen die Möglichkeit dort verschiedene Sportarten auszuüben. Der Verein hatte zu Beginn 9 Abteilungen. Im Schuljahr 1995/96 wurde in der Schule eine verpflichtende Schulversammlung für alle Klassen der 7. bis 13. Klasse eingeführt. Die Schüler treffen sich zu einer Morgenandacht und es werden schulrelevante Themen verkündet. Im selben Jahr begann auch die Vorbereitung zu einem kostenlosen Hausaufgabenheft, das es seit dem Jahr 1997 für alle Schüler gibt. Im Schuljahr 1997/98 wurde für das Motto „Lebensraum Schule“ der Nordwesthof der Schule zu einer schülergerechten Pausenzone umgebaut. Hier wurden 40.000 DM aufgewendet, um Ruhezonen einzurichten, aber auch um den Kindern Sport zu ermöglichen. Es wurden sowohl ein großer Sandkasten wie auch diverse Klettermöglichkeiten geschaffen. Viele Eltern halfen bei der Ausführung und konnten so dafür sorgen, dass der finanzielle Rahmen eingehalten wurde. Im selben Schuljahr betrieb die Schule erstmals eine eigene Internetseite. Im Schuljahr 1998/99 richtete die Schule zu dem seit 1989 bestehenden Hortangebot noch eine Hausaufgabenbetreuung ein. Diese begann mit 30 Kindern. Im August 1998 wurde auf dem Dach der Wilhelm-Löhe-Schule eine Photovoltaikanlage installiert. Im September 1999 wurde unter dem Sportverein WLSG die 1. Nürnberger Jonglier-Convention ausgerichtet. Seit diesem Jahr treffen sich alle zwei Jahre bis zu 800 Jonglierer an einem Wochenende in der Schule und veranstalten zum Abschluss eine große Galashow. Im Jahr 1997 begann die Schule mit einem Programm zur Qualitätssicherung und Schulentwicklung. Hier arbeitete die Schule mit dem Projekt EFQM und dem Projekt Schulprogramm. Hieraus ergaben sich bis ins Jahr 2001 weitreichende Ergebnisse sowie die bis heute geltende Kompetenzaussage „Die Wilhelm-Löhe-Schule steht für Leben, Lernen und Glauben im Spielraum christlicher Freiheit.“ 2001, zum 100-jährigen Jubiläum der Schule wurde ein neues Logo für die Schule entworfen.

### Wichtige Ereignisse von 2001 bis heute
Bereits im Jubiläumsjahr 2001 trieb man die Weiterentwicklung in der Schule voran. Für die Berufsorientierung wurde 2001 die Schülerfirma Löhe-Network-Company gegründet. Diese splittet sich seit dem Schuljahr 2008/2009 in den Bereich IT und den Bereich Bühnentechnik. Im Jahr 2002 begann dann die Einführung des M-Zuges in der damaligen Hauptschule (heute Mittelschule). Da immer mehr Schüler auf die Wilhelm-Löhe-Schule wollten und die Räume nicht mehr ausreichten, wurde ein Erweiterungsbau auf dem Schulgelände errichtet. Dieser wurde im Jahr 2007 eingeweiht. Die dortige Mensa wird von allen Teilschulen genutzt. Im Jahr 2011 kamen in kurzer Folge die Einführung des G8 (Verkürzung des Gymnasiums auf acht Schuljahre), die Umwandlung der Hauptschule zur Mittelschule sowie die Erweiterung der Fachoberschule für Sozialwesen um ein 13. Schuljahr. In den folgenden Jahren musste die Schule vielfältige Renovierungsarbeiten durchführen und die Fachbereiche modernisieren. So wurden in den Jahren 2012 bis 2014 die Bereiche Biologie/Chemie und Physik renoviert und mit moderner Technik wie interaktiven Tafelsystemen ausgestattet. In den Jahren 2014 und 2015 wurden die Hauswirtschafts- und Technikbereiche komplett renoviert. Im April 2016 wurde mit der Generalsanierung des Turnhallenkomplexes begonnen. Am 29. April 2016 erteilte das Kultusministerium der Fachoberschule die zusätzliche staatliche Anerkennung für die Ausbildungsrichtung „Wirtschaft und Verwaltung“. Am 16. März 2020 kam es wegen der Weltweiten Coronakrise zu einem Betretungsverbot für Schüler. Der Unterricht wurde ab diesem Zeitpunkt weitestgehend über die Lernplattform Fronter abgehalten. Gleichzeitig startete die Schulleitung eine wöchentliche digitale Andacht und das Beratungszentrum der Schule war als Krisenansprechpartner für alle Kinder und Eltern erreichbar.

### Historie der Schulleiter

#### An der Zeltnerstraße
- Schwester Berta Wieland (1902–1916)
- Schwester Selma Haffner (1916–1921)
- Schwester Marie Pißel (1921–1938)

#### An der Rollnerstraße
- Schwester Marta Utpatel (1921–1928)
- Schwester Kuna Pailler (1928–1935)
- Marga Bachmann (1938–1940)

#### Schulleiter der Wilhelm-Löhe-Schule nach dem Krieg
- Kirchenrat Hermann Galsterer (1947–1948)
- Konrad Linder (1949–1954)
- Ernst Dietzfelbinger (1954–1976)
- Heinrich Fleischmann (1976–1981)
- Jürgen Bohne (1981–1991)
- Pfarrer Horst Gloßner (1992–2008)
- Gerhard Kieffer (2008–2009)
- Michael Schopp (2009–2016)
- Hubertus Gieck (2016–2019)
- Pfarrer Mark Meinhard (seit 2019)

## Schule

### Gebäude
Die Wilhelm-Löhe-Schule an der Deutschherrnwiese ist 1980 für 1800 Schüler konzipiert. Durch einen Erweiterungsbau können bis zu 2200 Schüler an der Schule lernen. Alle schulischen Anlagen sind für körperbehinderte Menschen zugänglich. Die Dreifach-Sporthalle hat eine Tribüne mit 500 Sitzplätzen. Daneben gibt es noch eine separate Einzelhalle. Die Schule besitzt eine Mensa mit ca. 160 Plätzen und eine weitere für ca. 80 Kinder. In der Löhe-Schule gibt es eine Aula, die ein Amphitheater zum Vorbild hat. In diese Aula passen ca. 800 Personen. Aufgrund der schwierigen Bodenverhältnisse musste das Gebäude auf 602 Stahlbetonpfählen erbaut werden. Die Schule hat einen Parkplatz für ca. 110 PKW. In einem zweiten Bauabschnitt wurde ein Erweiterungsbau fertiggestellt. In diesem sind auch eine Hausaufgaben- und Mittagsbetreuung untergebracht. Die Gebäude verfügen über Aufzüge. Viele Klassenräume können durch zu öffnende Wände vergrößert werden. Die Schule hat zur Warmwasser- und Stromgewinnung eine Solaranlage auf dem Dach. Das Gebäude ist entsprechend den Schulfunktionen geteilt. Die Geschosse sind terrassenförmig gestaffelt. Das Gebäude hat eine große Dachterrasse, die die Kinder in den Pausen nutzen dürfen. In einem Nebengebäude hat die Schule das schulpsychologische Beratungszentrum, den Schularzt und den Förderverein. Auf dem Dach befindet sich ein Wintergarten, in dem ein Andachtsraum untergebracht ist.

### Gesamtschulleitung
Die Gesamtschulleitung besteht aus einem siebenköpfigen Gremium. Dieses setzt sich aus dem Leitenden Direktor (Pfr. Mark Meinhard), den fünf Teilschulleitern (Martina Macht) Fachoberschule, (Chris Seubert) Gymnasium, (Birgit Röthel) Grundschule, (Thomas Biller) Realschule, (Petra Dennemarck) Mittelschule und dem Verwaltungsleiter (Wolfgang Hörner) zusammen. Dieses Gremium trifft sich in regelmäßigen Abständen und entscheidet über gesamtschulische Angelegenheiten.

### Gesetzliche Erwähnung
Im Bayerischen Gesetz über das Erziehungs- und Unterrichtswesen (BayEUG) Artikel 100 und 126 wird die Wilhelm-Löhe-Schule als „Schule besonderer Art“ aufgeführt.

### Finanzierung
Für das nötige Gesamtbudget der Wilhelm-Löhe-Schule kommt zu ca. 80 % der Freistaat Bayern, zu ca. 6 % die Evangelisch-Lutherische Kirche in Bayern und zu ca. 14 % das Schulgeld der Eltern auf. Im Schuljahr 2021/2022 wird ein Schulgeld von 150,- € im Monat erhoben.

### Ausstattung
Die Schule verfügt über Unterrichtsräume mit interaktiven Tafeln, ein Elektronenmikroskop, vier Großteleskope, einen Sportplatz mit Fußball- und Leichtathletikbereich, 2012–2014 renovierten Biologie/Physik/Chemieunterrichtsräumen, 2014 renovierten Werk- und Küchenunterrichtsräumen, in fast allen Klassenräumen fest installierte Beamer sowie eine Boulderwand im Pausenbereich.

### Bibliothek
Die Wilhelm-Löhe-Schule verfügt über eine Schulbibliothek mit Bibliothekar und über 20.000 Medieneinheiten mit Schwerpunkten auf aktuelle Kinder- und Jugendliteratur, Lernhilfen, Belletristik und Fachbücher. Die Bibliothek ist mit Ruhearbeitsbereichen und einem Multimediaraum ausgestattet. Hier können etwa Fremdsprachenfilme über einen großen Flachbildschirm oder über einen fest installierten Beamer mit Bildleinwand vorgeführt werden. Auch sind hier mehrere Tabletts und PC-Arbeitsplätze für Schüler eingerichtet, mit denen Schüler im Internet recherchieren können.

### Mensa
In der Schulmensa arbeitet eine Ökotrophologin zur Beratung der Mensabetreiber und der Schüler. Gesundes, frisches und schmackhaftes Essen steht im Vordergrund. Hierzu werden Schüler in regelmäßigen Abständen befragt. Die Mensa wurde im Jahre 2015/16 komplett renoviert.
Zudem verfügt die Wilhelm-Löhe-Schule über einen Mensaausschuss, der aus Schülern sowie Lehrkräften und Ernährungsexperten besteht, welcher über Änderungen und neue Angebote berät.

### Sporthallen
Seit dem 19. Oktober 2017 besitzt die Schule eine generalsanierte 3-Fachsporthalle mit angegliederter Einfachsporthalle, die durch Schul- und Vereinssport genutzt wird. Die Sporthallen haben eine Grundfläche von 3400 m². Die komplette Sanierung wurde so organisiert, dass der laufende Schulbetrieb weiterhin stattfinden konnte. Die kompletten Hallen, mit Umkleiden und Sanitärräumen wurden kernsaniert und modernisiert. Die Hallen wurden als Themenhallen konzipiert. Zum Beispiel wurde in einer Halle alles zum Thema Klettern vereint. Hier ist ein Multi Motion Center, eine Kletterwand, Hochseile aber auch Kletterstangen fest eingebaut. Die Hallennutzer können zusätzlich Seile und Hängeleitern aufbauen. In allen Hallen sind Monitore und Beschallungsanlagen verbaut. Sanierungsbeginn war der 21. März 2016. Die Gesamtkosten beliefen sich auf knapp 5 Millionen Euro.

### Betreuungsangebote
Die Wilhelm Löhe Schule bietet einen Offenen Ganztag für die Klassenstufen 1–8. Darüber hinaus engagieren sich Lehrkräfte und Mitarbeiter aus der Verwaltung und bieten zum Beispiel in den Osterferien Winterfreizeiten an.

### Tag der offenen Tür
Seit 1984 gibt es jährlich kurz vor den Anmeldeterminen einen Tag der offenen Tür, an dem Eltern und Kinder das Schulgebäude besichtigen und sich über die Schule informieren können. In den Teilschulen gibt es Einzelberatungsgespräche. Der Schulpfarrer führt Einzelgespräche mit Familien, deren Kinder nicht getauft sind. 2021 wurde während der Coronapandemie die Möglichkeit geschaffen, sich im Internet in einem virtuellen Rundgang und durch Vorstellungsvideos über die Schule zu informieren.

### Wahlunterricht
Im Schuljahr 2015/16 bot die Schule 105 Wahlunterrichtsangebote an. Das Besondere ist, dass bei vielen Angeboten nicht nur die Kinder angesprochen werden, sondern die ganze Familie. Auch das kooperative Gesamtschulkonzept soll hier gefördert werden, indem viele der Angebote wie bspw. Theaterbereich, Schulsanitätsdienst oder Bühnentechnik sich an Schüler aller Schularten richten.

### Schulparlament
Das Schulparlament der Wilhelm-Löhe-Schule besteht aus 8 Schülern, 8 Eltern und 16 Mitarbeitern. Diese gewählte Vertreter aller Gruppen wirken zusammen und bestimmen den Kurs und die Entwicklung der Schule mit. Das Schulparlament tritt in unregelmäßigen Zeitabständen zusammen.

### Auszeichnungen
- Umweltpreis der Stadt Nürnberg 2014[19]
- Schule ohne Rassismus – Schule mit Courage Die Schulpaten sind Peter Maffay und Anne Chebu – eine afrodeutsche Journalistin, Moderatorin und Autorin.[20] Die Titelverleihung war am 26. Juli 2016.[21]
- MINT-EC Seit Juli 2016 ist die Wilhelm-Löhe-Schule im Schulnetzwerk Verein mathematisch-naturwissenschaftlicher Excellence-Center an Schulen aufgenommen.[22]
- MOSAIK Jugendpreis – Mit Vielfalt gegen Rassismus 2020 & 2021[23]

### Fremdsprachen
Am Gymnasium werden als prüfungsrelevante Sprachen folgende Fremdsprachen angeboten: Englisch, Französisch, Latein und Spanisch; an der Realschule und an der Fachoberschule Englisch und Französisch, wobei in der Realschule das international anerkannte DELF-Diplom im Fach französisch erworben werden kann; an der Mittelschule wird Englisch unterrichtet.

### Gymnasiale Zweige
Die Wilhelm-Löhe-Schule hat am Gymnasium ein sprachliches Gymnasium (SG), ein naturwissenschaftlich-technologisches Gymnasium (NTG) und ein wirtschafts- und sozialwissenschaftliches Gymnasium mit sozialwissenschaftlichem Profil (WSG-S).

### Fachoberschulzweige
Die Fachoberschule hat einen Zweig für Sozialwesen sowie einen Zweig für Wirtschaft und Verwaltung.

### Grundschule
Die Grundschule ist an der Wilhelm-Löhe-Schule eine flexible Grundschule. In der Flexiblen Grundschule, einer Kooperation des Bayerischen Staatsministerium für Unterricht und Kultus mit der Stiftung Bildungspakt Bayern, werden Schüler der Jahrgangsstufen 1 und 2 in einer jahrgangsgemischten Eingangsstufe unterrichtet. Die Grundschule wurde außerdem 2017 zur musikalischen Grundschule ernannt. Im Schuljahr 2017/18 vereinbarte die Wilhelm-Löhe-Schule mit dem 1. FC Nürnberg eine Kooperation und unterstützt die Schüler im Koordination, Ausdauer und Beweglichkeitsbereich. Die Grundschule gewann beim zweiten „1.FC Niño-Cup“ einen Pokal. Die Grundschule hat als zweite Schule Bayerns die Zertifizierung als Haus der kleinen Forscher bestanden und am 12. Februar 2018 die Urkunde hierfür erhalten.

### Religionsunterricht
Der Besuch des Religionsunterrichtes ist verpflichtend. Evangelische, katholische und jüdische Schüler besuchen den ihrer Konfession entsprechenden Unterricht, während andere Schüler zwischen den beiden Ausprägungen evangelisch oder katholisch wählen können. Die Abmeldung vom Religionsunterricht zieht das Ende des Schulvertrages und damit das Ende der Schulausbildung an der Gesamtschule nach sich.

### Besondere Angebote

#### Musikalisch
Als musikalische Angebote gibt es: Bigband, Symphonieorchester mit Mitgliedern aus allen Teilschulen, Vororchester, Klarinettenensemble, Jazz-Combo, Kammerorchester, Grundschulchor, Unterstufenchor und Oberstufenchor. Im Schuljahr 2010/11 wurde ferner eine Musicalgruppe ins Leben gerufen, welche sich aus Schülern aller Teilschularten zusammensetzte und mit dem Abschied des langjährigen Leiters zum Schuljahr 2018/19 wieder aufgegeben wurde. 

### Kirche bewusst im Alltag integriert
Neben den wöchentlichen Schulversammlungen, in denen es immer einen Andachtsteil und einen „weltlichen“ Teil gibt, werden die Schüler immer zu Schuljahresbeginn und -ende, sowie zu Weihnachten und Ostern an verschiedene evangelische Kirchen verpflichtend zu Schulgottesdiensten geleitet. Auch gibt es eine Jahreslosung, die einen Psalm enthält und in allen Klassenzimmern aufgehängt wird. In allen Klassenräumen hängt ein Kreuz und im Andachtsraum werden kurze Andachten für Mitarbeitende und Schüler veranstaltet. Es wird aber auch mit freiwilligen Gebetsnächten das Evangelium immer wieder in den Blickpunkt aller gerückt. Neue Mitarbeiter erhalten einen eigenen Einführungsgottesdienst kurz nach Schuljahresbeginn und werden so, unter dem Evangelium ganz bewusst, in eine kirchliche Schule aufgenommen.

### Bekannte Ehemalige
- Tanja Zimmermann – Nürnberger Christkind 1985/1986[26]
- Sandra Schöttner – Nürnberger Christkind 1995/1996
- Katrin Urschel – Nürnberger Christkind 1997/1998
- Christin Strauber – Nürnberger Christkind 2003/2004[27]
- Eva Sattler – Nürnberger Christkind 2005/2006
- Johanna Heller – Nürnberger Christkind 2009/2010[28]
- Teresa Windschall – Nürnberger Christkind 2021/2022[29]
- Anne Chebu – Radio und TV-Moderatorin / Buchautorin
- Thorsten Brehm – SPD-Bürgermeisterkandidat für die Kommunalwahl in Nürnberg 2020[30] – SPD -Fraktionsvorsitz der SPD Nürnberg, einstimmig am 27. April 2020 gewählt[31]
- Lara Ermer – Autorin und Komikerin
- Luana Knöll - Schauspielerin und Sängerin

### Partnerschulen und Schüleraustausch
Schüleraustausche und Partnerschulen waren immer ein elementarer Bestandteil der Wilhelm-Löhe-Schule. So hatte die Schule unter anderem Schüleraustauschprogramme mit Schulen in Genf, Chicago, Winnipeg, Cincinnati, und weiteren Städten. Heute ist das Partner- und Austauschprogramm mit folgenden Schulen aktiv:
- Freies Gymnasium Bern – Bern / Schweiz
- Whitgift School – Croydon-London / England
- Fasori Evangélikus Gimnázium – Budapest / Ungarn
- Chanqging Schule Nr 1 – Wuhan / China
- Colegio Chamberí Maristas – Madrid / Spanien
- Cağaloğlu Anadolu Lisesi – Istanbul / Türkei
- Collège Bernard de Ventadour – Bagnols sur Cèze / Frankreich
- Lycée Albert Einstein – Bagnols sur Cèze / Frankreich

## Schulnahe Organisationen

### Förderverein für Schulsozialarbeit
Im Jahr 2004 reagierten Eltern und Lehrer der Schule auf die Zunahme der schwierigen Problem- und Erziehungslagen von Kindern und Jugendlichen mit der Gründung eines Vereins für Schulsozialarbeit. In Kooperation mit dem schulpsychologischen Beratungszentrum wurde ein Hilfe-Netzwerk geknüpft. Durch die Einstellung von zwei Sozialpädagoginnen werden die beiden Arbeitsfelder Schule und Jugendhilfe besser zusammengeführt. Die Zielsetzung des Vereines ist es, in Abstimmung mit dem Beratungszentrum der Schule, die Schulsozialarbeit in der Wilhelm-Löhe-Schule zu fördern und zu ergänzen. Der Verein versteht sich primär als Organisationsplattform für Eltern, Lehrer und Schüler, die konstruktiv Schule verändern und gestalten wollen. Als Förderaktionen werden zum Beispiel Hausaufgabenbetreuung der Grundschule, Ausbildung von Schülern für Betreuungs- und Förderungsaufgaben, Unterstützung von Elterngruppen bei der Organisation von Veranstaltungen oder auch Unterstützung von Lehrkräften bei Planung und Durchführung von pädagogisch orientierten Veranstaltungen durchgeführt.

### Wilhelm-Löhe-Schule-Alumni e. V.
Die Alumnigruppe sind ehemalige Schüler der Wilhelm-Löhe-Schule, die den Kontakt zur Schulfamilie pflegen wollen. Der Vorstand ist bemüht, seinen Mitgliedern Informationen über das aktuelle Schulgeschehen weiterzuleiten. Außerdem wird ein umfangreiches Netzwerk für Schüler, Lehrer und Ehemalige gepflegt. Die Alumnimitglieder bringen sich mit folgenden Gebieten ins Schulleben ein: Teilhabe am Schulleben, Vernetzung der Schulfamilie mit Ehemaligen, Unterstützung sozialer Projekte, Berufsinformation, Vermittlung von Praktika, Lehrstellen und Kontakten. Die Mitgliedschaft ist kostenfrei.

### Stiftung Semper Reformanda
Die Stiftung Semper Reformanda (Eigenschreibweise in Majuskeln) wurde durch den Gründungsvorsitzenden Horst Gloßner 2006 mit der Absicht ins Leben gerufen, die Schulqualität an der Wilhelm-Löhe-Schule und die Bereitschaft zu ständigem Wandel zu fördern und deren Zukunftsfähigkeit in einer sich ständig verändernden Welt zu sichern. Christliche Bildung und Erziehung mit evangelisch-lutherischer Prägung ist laut Schulsatzung Auftrag der Wilhelm-Löhe-Schule. Der Bestimmungszweck von „Semper Reformanda“ besteht darin, diese Zielsetzung dort zu unterstützen, wo Dritte oder der Staat nicht zur Leistung verpflichtet sind und auch nicht freiwillig leisten. Die Stiftung verfolgt ausschließlich und unmittelbar gemeinnützige und kirchliche Zwecke. Der Schirmherr der Stiftung Semper Reformanda ist der Bayerische Ministerpräsident a. D. Günther Beckstein.

### Wilhelm-Löhe-Schulsport-Gemeinschaft e. V. (WLSG)
Im April des Jahres 1993 wurde die WLSG offiziell gegründet und beim BLSV angemeldet. Der Verein soll den Schülern, Eltern und Lehrern gleichermaßen die Möglichkeit bieten, ohne Wettkampfstress und Leistungsdruck, aber dennoch organisiert, verschiedene Sportarten ausüben zu können und so das Schulleben noch reicher und lebendiger zu gestalten. Der Verein hatte zu Beginn 9 Abteilungen. Mittlerweile sind im Schnitt ca. 300 Mitglieder in der WLSG.

### Vereinigung der Freunde der Wilhelm-Löhe-Schule
Die im Februar 1956 gegründete Vereinigung dient der Förderung der Wilhelm-Löhe-Schule Nürnberg und hilft der Schule durch Beiträge und Spenden ihrer Mitglieder. Die Freunde unterstützen die Schule in ihren pädagogischen Aufgaben, gewähren Zuschüsse zu Freizeiten und Klassenfahrten, finanzieren zusätzliche Ausstattungswünsche, beschaffen Geräte, Medien, Bücher und Musikinstrumente. Die Vereinigung der Freunde sieht ihre Aufgabe aber auch in der Unterstützung im pädagogischen Bereich und finanzierte hier zum Beispiel die ersten FSJ-Stellen oder den Beginn der Hortbetreuung in der Schule.

### Senioren der WLS
Die Gruppe der ehemaligen Mitarbeitern der Schule wurde im Schuljahr 1966/67 gegründet. Diese Gruppe dient dem Informationsaustausch der Ehemaligen und vereinbart Aktivitäten im Kreise der Ehemaligen. Die Schule unterstützt diese Gruppe gerne, da sie von diesem Erfahrungsaustausch profitiert und das Familiengefühl gestärkt wird. Noch aktive Mitarbeitende sind immer willkommen.

### Schülerzahlenentwicklung
| Schuljahr | Gymnasium | Fachoberschule | Realschule | Mittelschule | Grundschule |
| --------- | --------- | -------------- | ---------- | ------------ | ----------- |
| 2014/2015 | 839       | 108            | 426        | 391          | 194         |
| 2015/2016 | 830       | 108            | 423        | 404          | 191         |
| 2016/2017 | 845       | 109            | 427        | 405          | 190         |
| 2017/2018 | 834       | 104            | 428        | 397          | 189         |
| 2018/2019 | 822       | 113            | 423        | 402          | 190         |
| 2020/2021 | 835       | 111            | 414        | 364          | 192         |